# Kaumberg
Kaumberg è un comune austriaco di 1 027 abitanti nel distretto di Lilienfeld, in Bassa Austria; ha lo status di comune mercato (Marktgemeinde).

## Geografia
Le comuni catastali sono Höfnergraben, Kaumberg, Laabach, Obertriesting, Steinbachtal e Untertriesting.